# جون ديفيد لويس
جون ديفيد لويس (بالإنجليزية: John David Lewis)‏ هو أكاديمي أمريكي، ولد في 17 مارس 1955، وتوفي في 3 يناير 2012.